# Ruta Nacional 86 (Argentina)
La Ruta Nacional 86 es una carretera argentina parcialmente asfaltada, que se encuentra en el norte de la Provincia de Formosa. En su recorrido de 521 km paralelo al río Pilcomayo (límite con Paraguay), une la ciudad de Clorinda y el paraje Puerto Cabo Irigoyen. El tramo entre Clorinda y el empalme con la ruta provincial 22 (26 km al oeste de General Manuel Belgrano) se encuentra asfaltado. Hacia el noroeste el camino es de tierra.
Luego de un tramo de 212 km de interrupción, la ruta continúa en el noreste de la Provincia de Salta, entre el caserío Tonono y la ciudad de Tartagal, en un tramo de 35 km de tierra.
El límite provincial, de estar construida la ruta interrumpida, pasando por las localidades salteñas de Misión La Paz y Santa Victoria Este, sería en el km 1857.
Este camino pasa junto al parque nacional Río Pilcomayo, cuya entrada se encuentra en la localidad de Laguna Naick Neck, a 15 km al sudeste de Laguna Blanca.
Mediante el Decreto Nacional 1595 del año 1979 el tramo de Tartagal a Tonono pasó a jurisdicción nacional. Anteriormente este camino tenía la denominación Ruta Provincial 17.
De acuerdo al Decreto Nacional 852 del 19 de marzo de 1974, la carretera se denomina Docentes Argentinos en la provincia de Formosa. En 2014, el gobernador Gildo Insfrán inauguró el asfalto de la ruta nacional 86 hasta la localidad de Guadalcázar, en el contexto de un proyecto de integración regional que contempla su convergencia en la ruta nacional 40, la más extensa de la Argentina. Los trabajos de pavimentación se dieron a lo largo de 155 kilómetros de la ruta nacional; las obras que se encararon sobre la traza de la ruta nacional 86 en los últimos dos años y medio son significativamente mayores que las que se hicieron en casi cuatro décadas. Los trabajos de asfaltado de la ruta se iniciaron durante el mes de junio de 2011 y se completaron antes del plazo previsto para la finalización de la obra, la cual corresponde oficialmente al 1° de enero de 2015.

## Localidades
Las ciudades y pueblos por los que pasa esta ruta de sudeste a noroeste son los siguientes (los pueblos con menos de 5000 hab. figuran en itálica).

### Provincia de Formosa
Recorrido: 521 km (km 1291 a 1812).
- Departamento Pilcomayo: Clorinda (km 1291), Laguna Blanca (km 1345) y Buena Vista (km 1362).

- Departamento Pilagás: El Espinillo (km 1382) y Misión Tacaaglé (km 1410).

- Departamento Patiño: General Manuel Belgrano (km 1432), Villa General Güemes (km 1490), San Martín 2 (km 1545) y Fortín Lugones (km 1571) y Posta Cambio Zalazar (km 1608).

- Departamento Bermejo: Los parajes de Lamadrid (km 1677), Fortín Pilcomayo (km 1687), Guadalcázar (km 1732), Río Muerto (km 1747), El Solitario (km 1770) y Puerto Cabo Irigoyen (km 1812).

### Provincia de Salta
Recorrido: 35 km (km 1982-2017).
- Departamento General José de San Martín: Tonono (km 1982) y Tartagal (km 2017).